# 김한계 조사문서
김한계 조사문서(金漢啓 朝謝文書)는 대한민국 경상북도 청송군 진보면에 있는 조선시대의 임명장이다. 2017년 4월 24일 경상북도의 유형문화재 제502호로 지정되었다.

## 지정 사유
이 조사문서는 김한계가 1448년(세종 30) 승문원 부교리(承文院 副校理)에 임명될 때 받은 것과 1449년(세종 31) 사간원 우정언(司諫院 右正言)에 임명될 때 이조로부터 받은 일종의 임명장이다. 조사문서는 새로 임명된 관직자에 대해 사헌부와 사간원의 신원조사 결과에 의거하여 이조나 병조에서 관직자에게 발급해 준 문서인데, 『홍무례제(洪武禮制)』의 공문서식에 의거한 인사문서로서 조선 초기에 시행되다가 폐기된 한시적인 공문서였다. 정식 임명장인 告身이 있었기 때문에 조사문서는 행정 간소화의 이유로 『경국대전(經國大典)』에는 실리지 못하고 역사에서 사라지게 되었다.
문화재로 신청된 2점의 조사문서는 고려와 조선의 공문서 양식의 변화상을 보여주는 중요한 문서로서 현존하는 조사문서 중 비교적 연대가 오래된 희소적 가치가 크므로 유형문화재로 지정한다.

## 지정 내역
| 번호  | 명칭            | 재료 | 구조·형식·형태 | 규격        | 수량 | 기타특징                                         |
| ----- | --------------- | ---- | -------------- | ----------- | ---- | ------------------------------------------------ |
| 502호 | 金漢啓 朝謝文書 | 2枚  | 2枚            | 2枚         | 2枚  | 2枚                                              |
| -1)   |                 | 紙   | 朝謝文書       | 49㎝ × 54㎝ | 1枚  | - 제작연대 : 1448년(세종 30) ‘承文院 副校理’임명 |
| -2)   |                 | 紙   | 朝謝文書       | 47㎝ × 59㎝ | 1枚  | - 제작연대 : 1449년(세종 31) ‘司諫院 右正言’임명 |

## 참고 문헌
- 김한계 조사문서 - 국가유산청 국가유산포털